# Kruja
Kruja (in albanese anche Krujë; storicamente anche Croia) è un comune albanese situato nella Prefettura di Durazzo.
Kruja era abitata dall'antica tribù illirica degli Albani, assoggettata dai Romani nel III secolo a.C.. Nel 1190 divenne la capitale del Principato di Arbër e successivamente la capitale del Regno d'Albania. All'inizio del XV secolo fu conquistata dall'Impero ottomano, poi riconquistata nel 1443 da Skanderbeg, leader della Lega di Alessio, che la difese con successo contro tre assedi ottomani fino alla sua morte nel 1468.
Gli Ottomani presero il controllo della città dopo il quarto assedio nel 1478 e la incorporarono nei loro territori. Una rivolta locale nel 1906 contro l'Impero Ottomano fu seguita dalla dichiarazione d'indipendenza dell'Albania del 1912. A metà degli anni Dieci del secolo scorso Kruja fu uno dei campi di battaglia del conflitto tra la Repubblica dell'Albania Centrale, fondata da Essad Toptani e il Principato d'Albania. Nel 1914 Toptani riuscì ad impadronirsi della città ma nello stesso anno fu reincorporata da Prênk Bibë Doda nel Principato d'Albania. Durante la seconda guerra mondiale fu il centro delle attività del leader della resistenza Abaz Kupi.
In seguito alla riforma amministrativa del 2015, sono stati accorpati a Kruja i comuni di Bubq, Cudhi, Fushë-Krujë, Kodër Thumanë e Nikël, portando la popolazione del comune a 59 814 abitanti (dati censimento 2011).

## Etimologia
Il nome della città deriva dalla parola albanese krua-kroi, che significa sorgente-fontana: Kruja era infatti la città delle fonti, essendo situata ai piedi di alte montagne e ricca di acque che scendevano in città.
La città fu attestata per la prima volta come Kroai (in greco medievale Κροαί) nei documenti bizantini dell'inizio del VII secolo. Nel latino medievale era conosciuta come Croia, Croya e Croarum. Durante l'occupazione ottomana era anche conosciuta come Ak Hisar o Akçahisar dalle parole turche ak (bianco) e hisar (castello).

## Storia

### Età antica
Anticamente la regione di Kruja era abitata dalla tribù illirica degli Albanoi, mentre la città si trova vicino al sito illirico dell'età del ferro di Zgërdhesh. Durante le guerre illiriche l'area di Kruja fu conquistata dalla Repubblica Romana.

### Età medievale

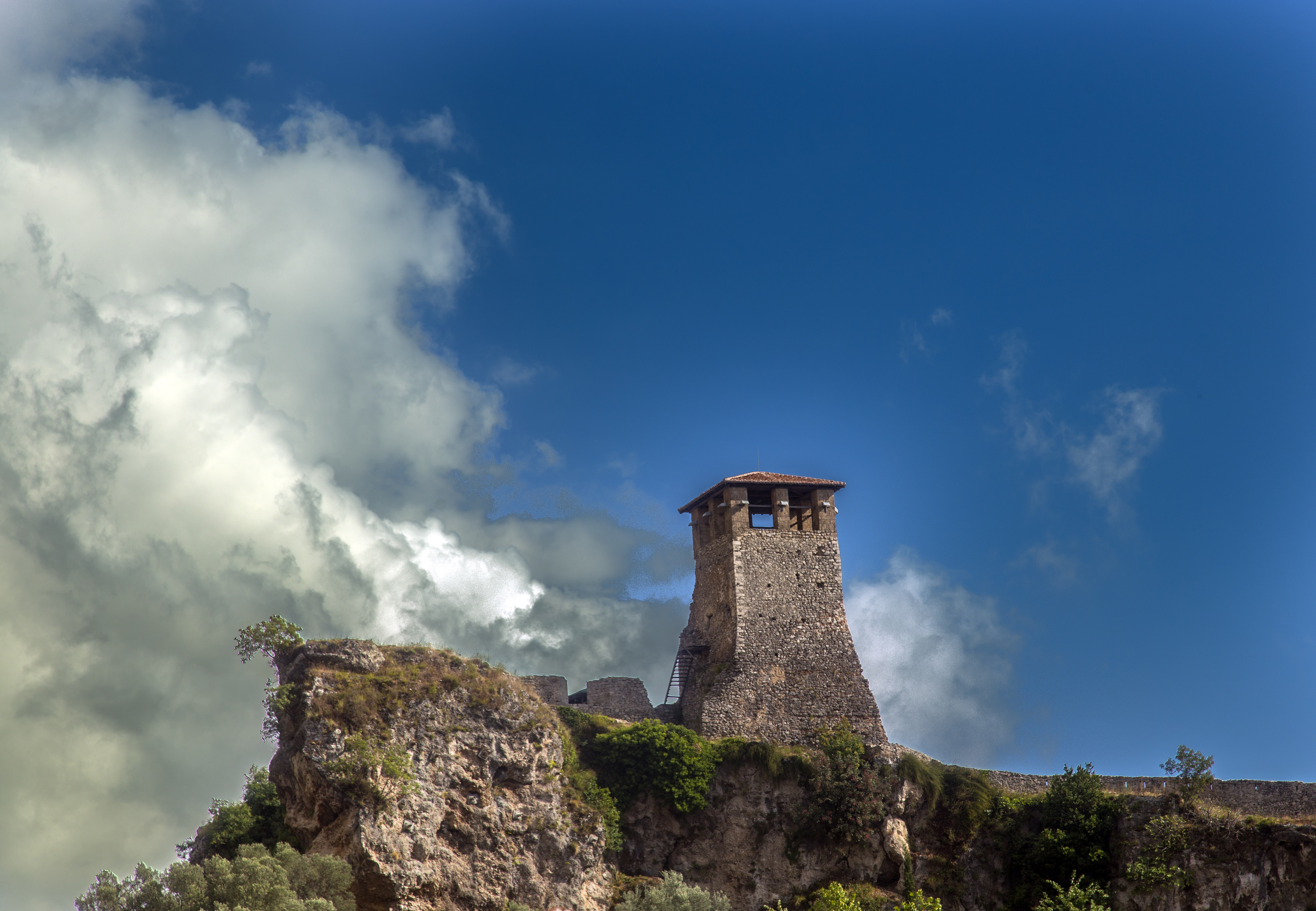
Il castello di Kruja

I primi manufatti medievali di Kruja includono oggetti di abbigliamento e armi trovati nei cimiteri del V e VI secolo, che mostrano l'alto status e la ricchezza delle sepolture. Originariamente una fortezza di medie dimensioni come altri centri urbani, Krujë si espanse fino a diventare una città probabilmente dal VI al IX secolo d.C. Nel 1190 Kruja divenne la capitale del primo stato albanese del Medioevo, il Principato di Arbër fondato da Progon. Durante il regno di Golem d'Albania il principato fu sciolto e incorporato nel neo fondato Regno d'Albania. Durante la fine del XIII e l'inizio del XIV secolo i Bizantini e la famiglia Thopia e nel 1343 l'Impero serbo presero il controllo della città. Il Regno d'Albania fu infine sciolto tra il 1363 e il 1368, quando Carlo Thopia conquistò la capitale Durazzo e incorporò i suoi territori, tra cui Kruja nel 1363, nel Principato d'Albania. Dopo il 1389 la Casa dei Thopia perse gradualmente il controllo della città, che nel 1395 venne conquistato da Giovanni I Castriota che perse la città agli ottomani nel 1415. Dopo la sua riconquista fu incorporato nel sangiaccato d'Albania e formò un'unità amministrativa con lo status di Subasilik come attestato nel registro regionale del 1431. Durante la rivolta albanese del 1432-1436 la città fu assediata senza successo da Andrea Thopia.
Nel 1443 Giorgio Castriota Skanderbeg prese il controllo della città e l’anno successivo la incorporò nella Lega di Alessio, la confederazione dei principati albanesi.

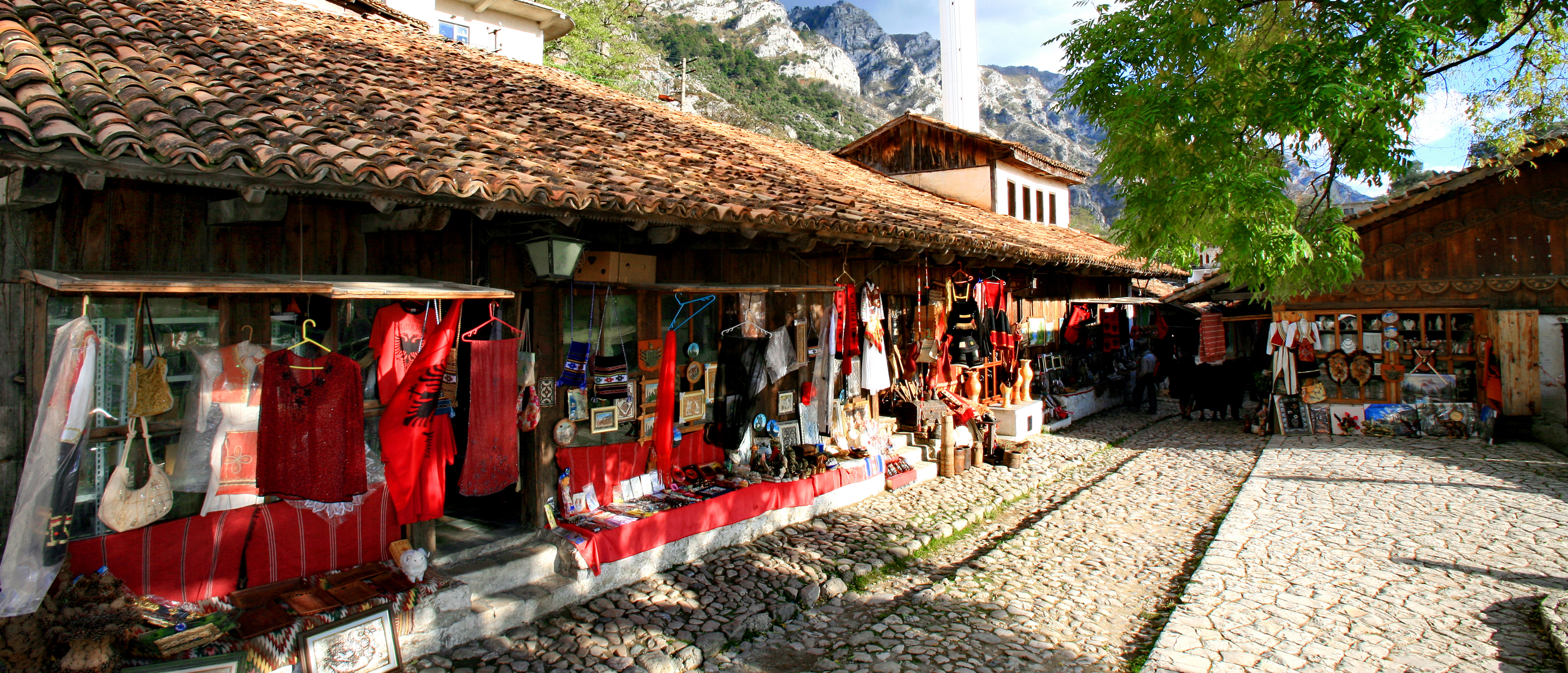
Vicolo del vecchio mercato

Dal 1450 al 1477 Krujë fu difesa con successo dalle truppe albanesi quattro volte contro l'esercito ottomano, che alla fine la catturò nel 1478 durante il quarto assedio della città. Durante il primo assedio di Krujë nel 1450, i 1.500-2.000 soldati della Lega di Alessio sotto Vrana Konti e Skanderbeg sconfissero una forza ottomana di circa 100.000 uomini guidati dal sultano Murad II. Nel decennio successivo Krujë fu nuovamente assediata nel 1466 e poi nel 1467 senza successo da Ballaban Pasha e Mehmed II, le cui truppe totali contavano circa 150.000 uomini. Dopo la morte di Skanderbeg nel 1468, il presidio della città fu integrato dalle truppe della Repubblica di Venezia. Nel 1476 la città fu nuovamente assediata da un esercito di diecimila uomini al comando di Gedik Ahmed Pasha; tuttavia, la guarnigione locale guidata dal capostipite Pietro Vetturi difese gli assedianti ottomani, che si ritirarono dopo l'arrivo dei rinforzi al comando di Francesco Contarini e Nikollë Dukagjini. La città fu infine conquistata dagli Ottomani nel 1478 dopo essere stata assediata per oltre un anno.

### Età contemporanea

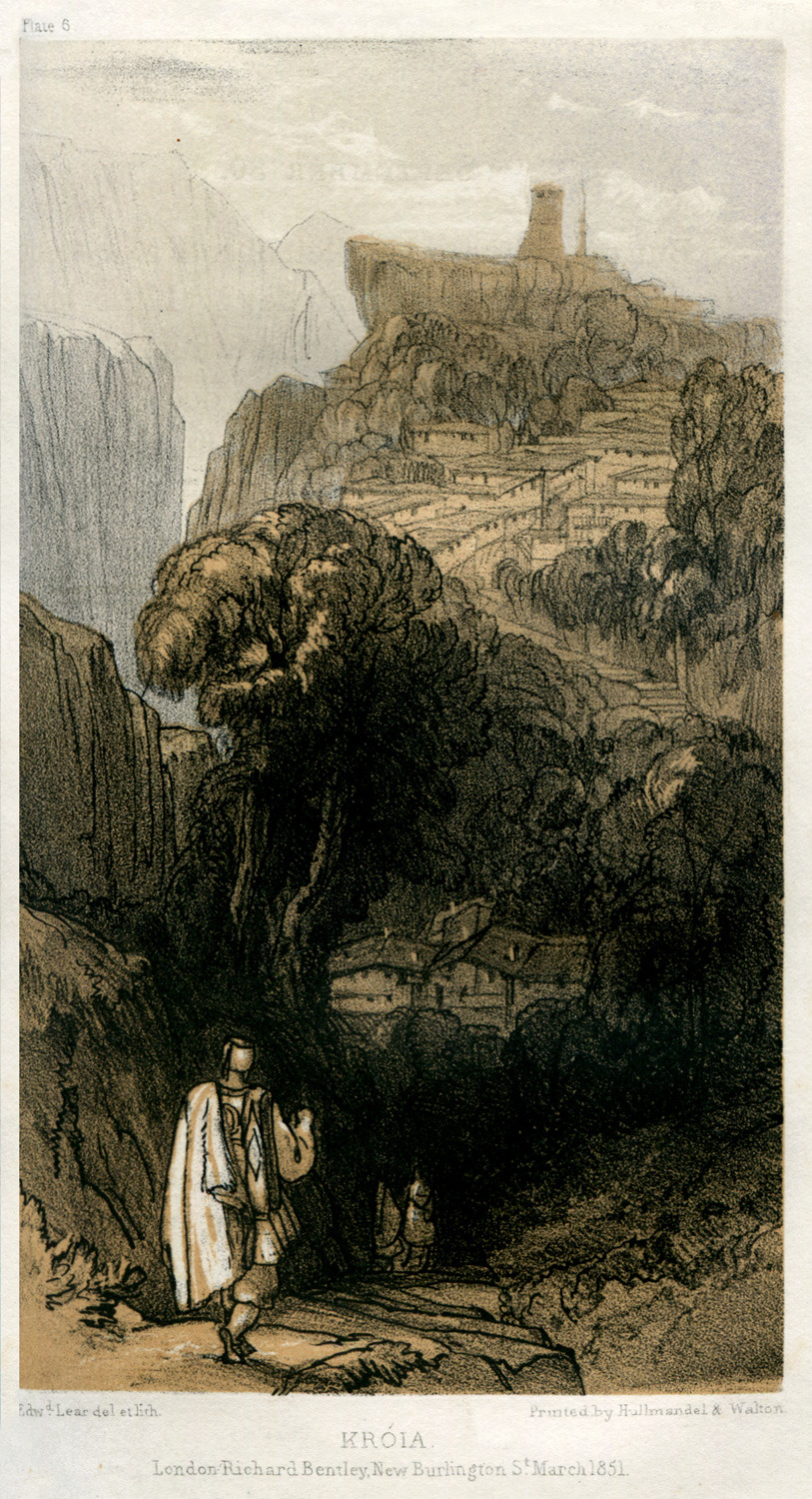
La città e la fortezza di Kruja raffigurate da Edward Lear, 30 Settembre 1848.

Durante l'ascesa del nazionalismo nell'impero ottomano, Kruja divenne il campo di battaglia di varie ribellioni anti-ottomane legate anche all'imposizione di nuove tasse. Nel 1906 il popolo di Kruja si ribellò nuovamente contro l'Impero Ottomano. Il Wali di Scutari, Sali Zeki Pasha, inviò quattro battaglioni dell'esercito ottomano di stanza in città contro i ribelli di Krujë.
Dopo lunghi scontri, i funzionari ottomani si offrirono di iniziare i negoziati con i ribelli. Il 20 settembre 1906 i leader di Kruja ed i diplomatici ottomani si incontrarono nel quartiere Tallajbe per discutere lo stato amministrativo della città, tuttavia, l'esercito ottomano sotto Şemsi Pasha tese un'imboscata ai leader ribelli. Durante la battaglia che seguì, morirono circa 30 persone, compresi civili non coinvolti.
Durante la rivolta albanese del 1912, che portò alla creazione del Vilayet albanese e successivamente alla Dichiarazione d'indipendenza dell'Albania, Kruja, occupata il 14 agosto, fu uno dei maggiori centri anti-ottomani. Nel 1914 Essad Pascià, un membro della famiglia Toptani della regione e ufficiale dell'esercito ottomano, occupò la città e la incorporò nella Repubblica dell'Albania Centrale, ma nel giugno dello stesso anno fu riconquistata da Prênk Bibë Doda e riannessa al Principato d'Albania.
In seguito all'invasione italiana dell'Albania il paese divenne un protettorato del Regno d'Italia.  Mustafa Merlika-Kruja, originario di Kruja, che divenne il primo ministro del nuovo regime, ordinò la formazione di una forza di gendarmeria di 300 uomini per difendere la città dai gruppi di resistenza. Tuttavia, subito dopo, il leader della resistenza Abaz Kupi, un altro nativo della città, creò una delle prime forze di resistenza permanenti dell'Albania a Kruja e gradualmente prese il controllo della regione. Nel 1943 all'assemblea di Tapizë il Balli Kombëtar propose all'LNÇ la creazione di un governo di resistenza provvisorio, con Kruja come capitale, ma questa proposta fu respinta dai leader dell'LNÇ. Alla fine di novembre del 1944, le ultime truppe tedesche di stanza nell'area furono sconfitte ed i battaglioni dell'LNÇ entrarono in città.

## Monumenti

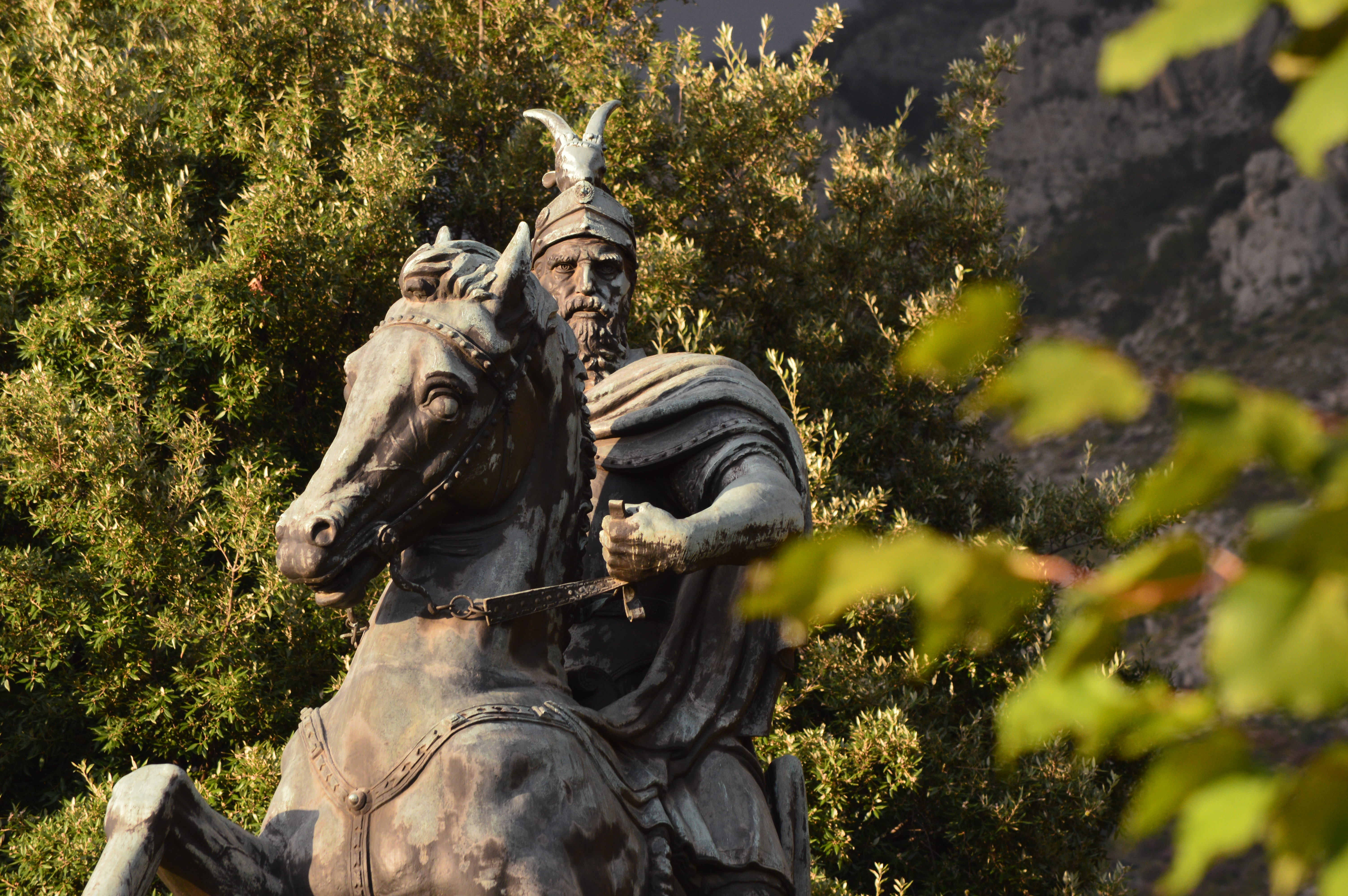
La statua equestre dedicata a Skanderbeg nei pressi del castello

Kruja ha diversi luoghi di attrazione turistica, come il castello medievale, l'ultimo luogo della resistenza albanese all'oppressore turco-ottomano, che ospita il Museo Nazionale Giorgio Castriota Scanderbeg, la cittadella, con i suoi vecchi bazar oggi restaurati, e la Moschea Bazar.

### Castello di Kruja

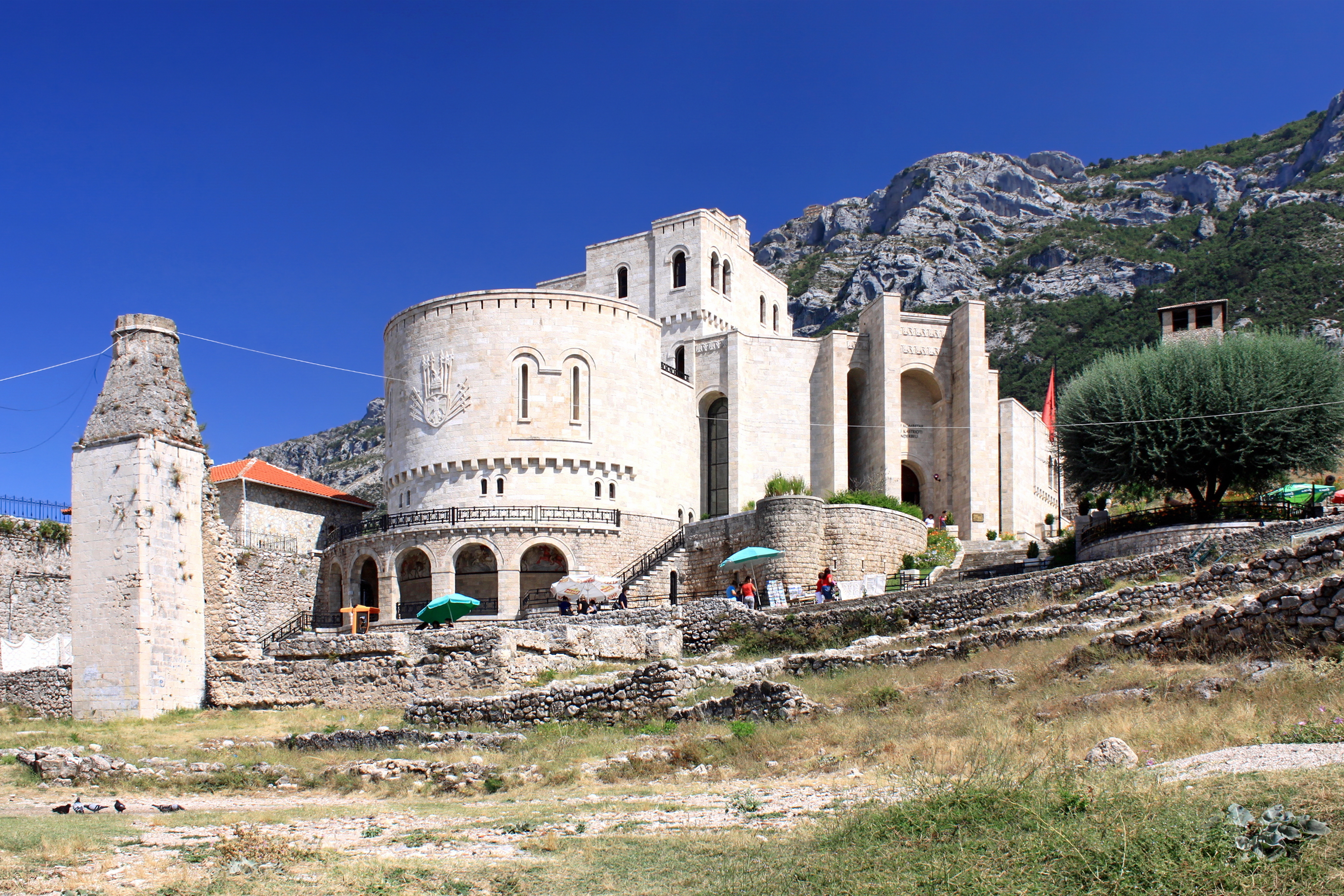
Il Museo Skanderbeg

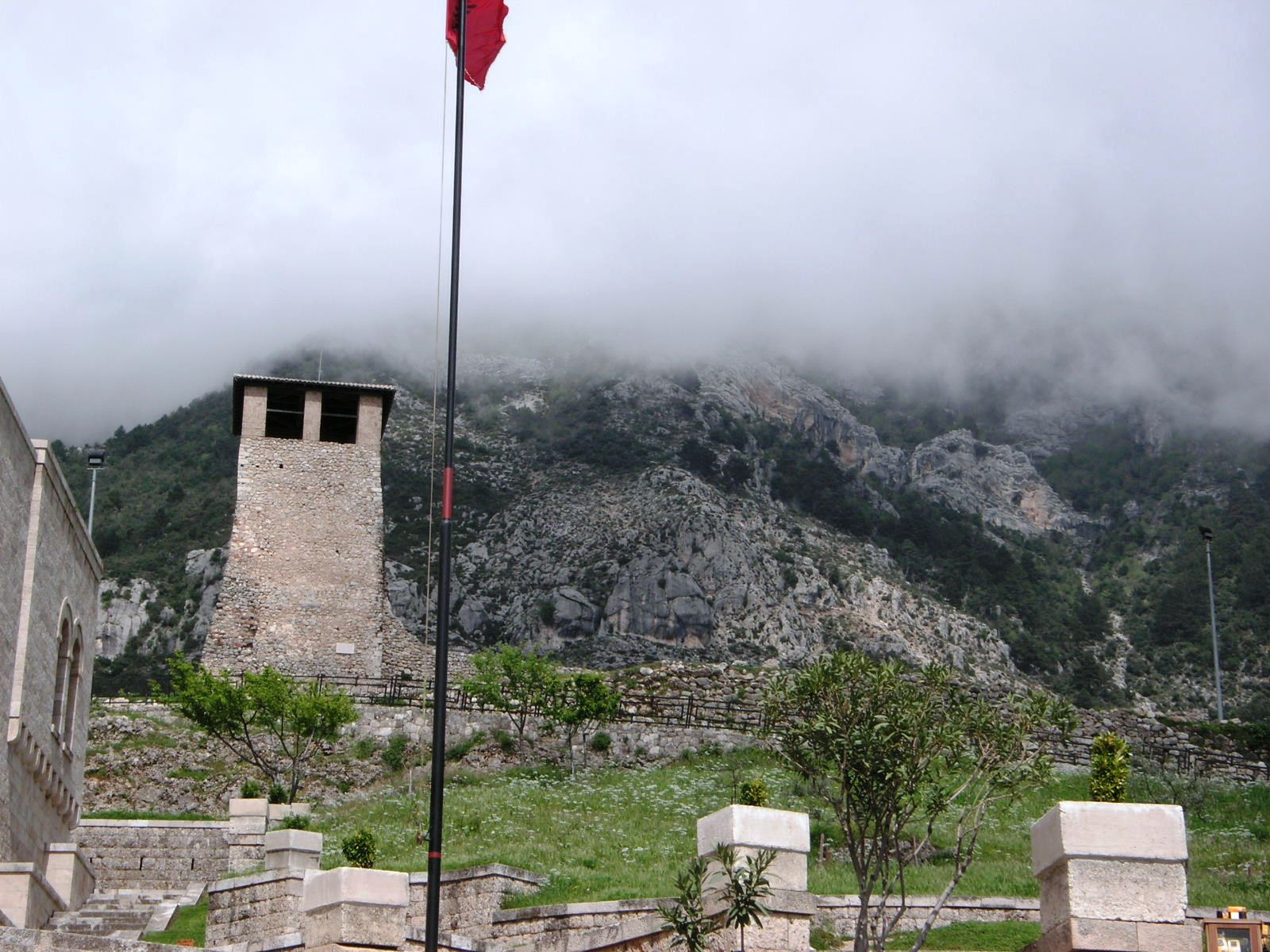
Rovine del castello medievale di Croia

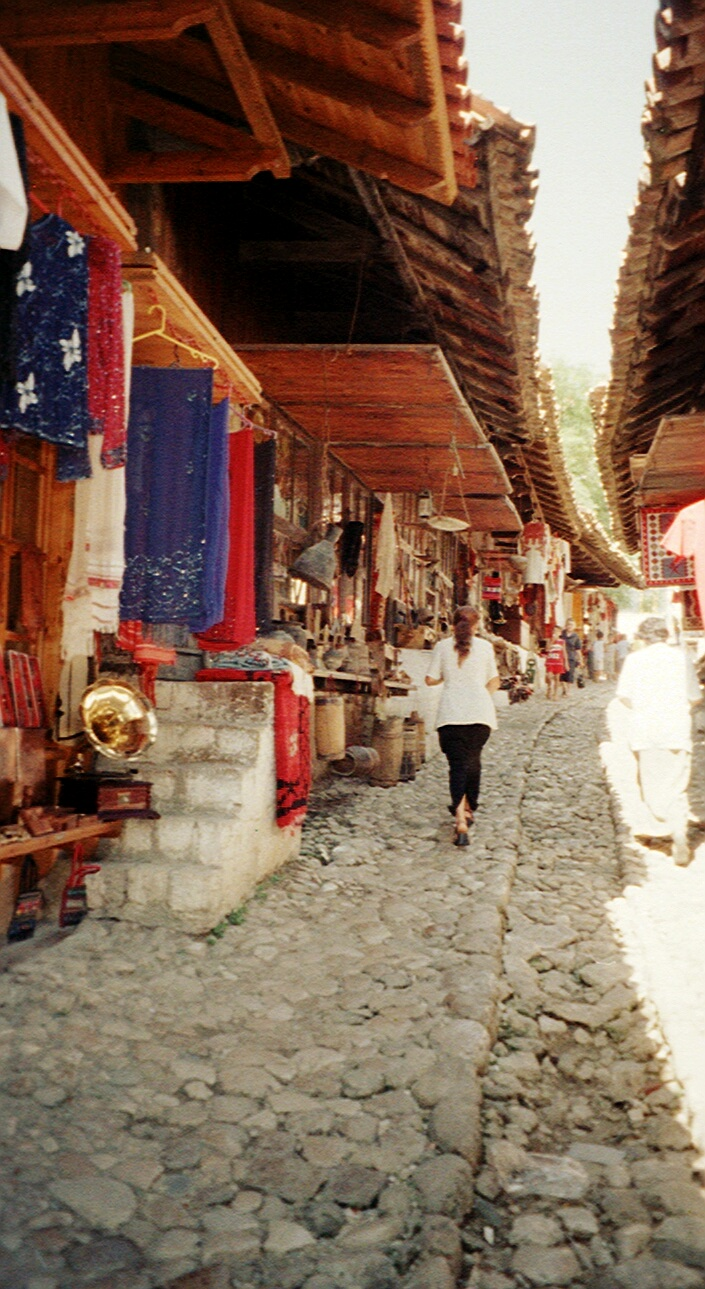
Centro storico

Il castello di Kruja fu costruito nel IV e V secolo d.C. sui resti di un precedente insediamento illirico del III secolo a.C.
Grazie a successivi ampliamenti, alla fine del XII secolo il castello raggiunse la forma completa e divenne un centro delle guarnigioni bizantine.
Grazie alla lunga inespugnabilità del castello, caposaldo dei domini di Scanderbeg e della resistenza contro i turchi ottomani, essa divenne una delle città più note nell'Europa medioevale. Il 15 ottobre 1478, solo grazie a un negoziato i turchi riescono a entrare nel castello di Kruja. Una volta entrati, infrangendo i patti, passarono a fil di spada tutte le persone trovate all'interno del castello.
Oggi vi ha sede il Museo Nazionale "Gjergj Kastrioti Skënderbeu".
Il cortile fortificato del castello ospita il Museo etnografico di Kruja.

## Sport

### Calcio
La squadra principale della città è il Klubi Sportiv Kastrioti.

## Amministrazione

### Gemellaggi
- Huy
- Cortona